# Repubblica partigiana di Alba
(Beppe Fenoglio, I ventitré giorni della città di Alba)
La Repubblica Partigiana di Alba fu un'entità politicamente autonoma che ebbe esistenza breve (dal 10 ottobre al 2 novembre 1944) ad Alba, in Piemonte, e che si inserisce nelle cosiddette repubbliche partigiane.
La Repubblica fu chiamata così per ricordare quella istituita da Napoleone dal 1796 al 1801.

## L'occupazione di Alba
Il 10 ottobre 1944 circa 2000 partigiani, appartenenti soprattutto alla IIª Divisione Langhe del 1º Gruppo Divisioni Alpine comandato da Enrico Martini ("Mauri"), occupò la città in pratica senza combattere, dato che i reparti fascisti (300 alpini del battaglione "Cadore" al comando del tenente colonnello Ippolito Radaelli, che il 3 ottobre avevano sostituito il 2° "Cacciatori degli Appennini" comandato dal colonnello Aurelio Languasco, trasferito a Ceva) abbandonarono la città in seguito a trattative con i partigiani della IIa Divisione Langhe, mediate dalla curia vescovile. Nelle settimane precedenti la città era stata fatta oggetto in continuazione, quasi ogni notte, di piccoli ma logoranti attacchi partigiani, soprattutto in periferia verso i posti di blocco e verso le caserme più esposte, tanto da convincere le autorità del presidio della necessità di abbandonare la città. Questo va letto anche alla luce della situazione fluttuante del fronte e della scarsa collaborazione dei vertici fascisti piemontesi.
La guarnigione fascista lasciò Alba il 10 ottobre in colonna pressoché ordinata, in direzione nord, e senza lasciare le armi, inseguita solo da alcuni radi colpi di mortaio. I reparti Garibaldi - VIª Divisione, tra cui la 48ª Brigata Garibaldi "Dante di Nanni" - non erano state avvertite dell'azione delle formazioni autonome ed erano anche fermamente contrarie, per ragioni tattiche e di opportunità, ritenendo il passo prematuro "data la scarsa possibilità di difendere Alba nel caso di un ritorno offensivo del nemico in forze" e ritenendo un grave errore aver consentito ai fascisti di lasciare il presidio "con tutte le armi ed il materiale, mentre vi era la possibilità di prendere prigionieri 300 alpini ed un armamento importante". La conquista di Alba, sostanzialmente, aveva dunque per gli Autonomi una valenza soprattutto politica e di prestigio, perché i comandanti militari partigiani erano consci di non avere la possibilità di tenere a lungo la città.

## Il governo partigiano
Il comando della piazza venne assunto dal ten. Carlo Alberto "Carletto" Morelli, comandante della Brigata "Belbo" della IIª Divisione Langhe, mentre per l'amministrazione civile venne costituito il CLN con membri scelti tra i maggiori esponenti politici locali. Poco prima del contrattacco fascista Morelli venne sostituito da Enzo Bramardi "Comandante Fede".Di concerto con le autorità civili vennero regolamentate le requisizioni di generi alimentari, le officine meccaniche cominciarono a produrre armi, venne stampato il primo giornale di Alba libera (la "Gazzetta Piemontese"), le distillerie cominciarono a produrre alcool (come succedaneo degli scarsissimi carburanti) e venne anche celebrato un matrimonio "senza la citazione di alcun codice civile".
I partigiani controllavano tutto l'argine del Tanaro a nord, fino al ponte di Pollenzo che era controllato dai tedeschi, attestati nella ex-residenza sabauda della tenuta di caccia di Pollenzo, con un reparto di SS comandato dal ten. col. Wesser.

## Il contrattacco fascista

Le operazioni militari durante la guerra civile nella Repubblica di Alba e nella Zona Libera del Monferrato (estate-autunno 1944)

I fascisti ammassarono truppe e mezzi a Bra e a Pollenzo con rinforzi partiti da Torino e un primo tentativo di passare il Tanaro a guado venne eseguito il 24 ottobre, ma gli attaccanti vennero respinti e lasciarono a terra 11 morti, tra cui il colonnello comandante della colonna.
Durante quelle settimane, inoltre, il fiume Tanaro era gonfio di piogge e pressoché impossibile da traghettare: vennero dunque intavolate trattative tra le autorità provinciali e regionali fasciste e i partigiani, il 30 e il 31 ottobre. Da parte partigiana si studiava la difesa anche grazie a emissari giunti da Cuneo, tra cui Duccio Galimberti: alcuni campi a sud vennero allagati, altri minati, mentre si scavarono trincee e durante la notte del 25 ottobre si tentò anche di minare il ponte di Pollenzo (un ponte sospeso di legno e corde) sotto l'occhio vigile dei tedeschi, ma l'azione ebbe scarsi risultati (il ponte verrà riparato e utilizzato per far affluire le forze fasciste per la riconquista di Alba).
Il prefetto di Cuneo Antonio Galardo e Lorenzo Tealdy, vice federale fascista di Torino, si recarono ad Alba per parlamentare con il maggiore "Mauri" al fine di ottenere la resa incruenta della città e consegnandosi poi volontariamente come ostaggi quando la trattativa proseguì e "Mauri" si recò ad un incontro con l'alto commissario per il Piemonte Paolo Zerbino.
Durante la notte del 2 novembre reparti fascisti (GNR e Brigata Nera di Torino e Cuneo, il I reparto "Arditi Ufficiali" più un plotone del II reparto, il X battaglione speciale, un plotone di cavalleria e genio, il battaglione "Lupo" della X Mas, il battaglione celere "Fulmine", i gruppi di artiglieria "Da Giussano" con batterie da 105 e "S. Giorgio" con batterie da 75/13, il gruppo corazzato "Leonessa", più ausiliari dei pompieri e della Pubblica Sicurezza, in tutto più di mille uomini) attraversarono il ponte a Pollenzo (riparato) e il Tanaro, in località Carnevali, su un ponte di barche.
Erano schierati a difesa sugli argini del fiume e a San Cassiano, i partigiani autonomi della II divisione Langhe, ad ovest la 48ª Brigata Garibaldi "Dante Di Nanni", ad est la 78ª Brigata Garibaldi di Rocca, a sud-ovest gli uomini della brigata "Castellino" ed in seconda linea ad est la brigata "Canale". Le colonne fasciste entrarono in città poco dopo l'alba, attaccando soprattutto da sud, verso la linea di difesa di Cascina San Cassiano, che venne aggirata dalle colline a est, e poi con un attacco a sorpresa, passando il Tanaro a nord ovest ed entrando nel concentrico. I partigiani, disorientati dall'imponenza delle forze attaccanti e loro stessi in numero minore rispetto a quando conquistarono la città, con difficoltà di collegamento e logistiche, si ritirarono man mano dalle posizioni attaccate e, sotto una pioggia battente, ripiegarono sulle colline. Il bilancio delle perdite per i partigiani è incerto; i caduti accertati furono cinque mentre le forze repubblicane parlavano di 29 morti, 30 probabili, 10 fucilati e 80 feriti mentre Enrico Martini stimava le perdite in 16 morti e 25 feriti. Le forze repubblicane ebbero 4 morti e 10 feriti. Enrico Martini, ovvero il maggiore "Mauri", scrisse: "Il nemico non doveva passare con i carri armati e le blindo, ci hanno battuto gli eventi, non i fascisti", sebbene sapesse che i carri armati e le autoblindo erano rimasti fermi sulla sponda sinistra del Talloria e non avevano partecipato allo scontro. Il partigiano Beppe Fenoglio rammenta infatti che i carri armati si avvistarono sulle colline dopo la caduta di Alba e commenta lo stupore dei partigiani per il fatto che non erano stati adoperati. Lo stesso autore, nel libro successivo "Il partigiano Johnny", riferisce il medesimo episodio.

## Riconoscimenti
Nel 50º anniversario dei "23 giorni della città di Alba", il 31 ottobre 1994 è stato inaugurato il monumento realizzato dallo scultore Umberto Mastroianni, con la scritta:
(Beppe Fenoglio, Il partigiano Johnny)